# Krystl
Krystl Pullens, nota semplicemente come Krystl (Santpoort, 2 luglio 1983), è una cantante olandese.
Ha raggiunto il successo nazionale a novembre 2010, quando il suo singolo Golden Days ha vinto un 3FM Award come miglior nuovo talento; il seguito, ad aprile 2011, la cantante ha vinto un ulteriore premio dello stesso tipo, questa volta come miglior artista esordiente.

## Biografia
Krystl ha frequentato un'accademia di danza; nel 2000, tuttavia, ha deciso che sarebbe diventata una cantante. Ha studiato per due anni presso il Conservatorio di Rotterdam e poi presso l'Accademia Musicale a Enschede. Durante gli studi a Enschede ha fondato nel 2003 con alcuni compagni, Rob Eeftink, Kobus verde, Bart Jan Manten, Rogier Grosman, una band, chiamata L.I.N.E. Krystl non era solo la cantante del gruppo, ma era anche l'autrice, assieme al chitarrista Bart Jan Manten, delle loro canzoni. Il gruppo s'è sciolto nel 2009.
Il 6 maggio 2011 è uscito Rolling, l'album di debutto di Krystl, che è entrato all'ottava posizione della classifica olandese. L'album contiene, oltre che a Golden Days, i singoli Bottles e Fool for You.

## Discografia

### Album in studio
- 2011 – Rolling
- 2013 – Undefeatable